# Benedict Andrews
Benedict Andrews (Adelaide, 1972) è una regista australiano.

## Biografia
Benedict Andrews ha studiato teatro alla Flinders University e da allora si è affermato come uno dei più acclamati e prolifici registi teatrali australiani. Ottenne il successo nel 2009 con The War of the Roses, una maratona dei drammi storici shakespeariani, che ottenne sei candidature agli Helpmann Awards, massimo riconoscimento del teatro australiano. L'allestimento non solo condensò sei drammi in due serate da otto ore l'una, ma vantava un cast di alto profilo che includeva, tra gli altri, Cate Blanchett nel ruolo di Riccardo II d'Inghilterra. Dagli anni 2010 Andrews ha cominciato a dirigere allestimenti teatrali anche a Londra e negli Stati Uniti, facendosi notare nel 2014 per un revival di Un tram che si chiama Desiderio al Young Vic con Gillian Anderson e Vanessa Kirby.
Nel 2011 ha diretto un apprezzato adattamento di Grande e piccolo di Botho Strauß, portato in scena in Australia e poi in una tournée internazionale che ha toccato anche il Barbican Centre di Londra, Théâtre de la Ville di Parigi, il Ruhrfestspiele di Recklinghausen e il Festival di Vienna. Nel 2013 ha diretto Cate Blanchett, Isabelle Huppert ed Elizabeth Debicki ne Le serve di Jean Genet a Sydney e, tre anni più tardi, anche al Lincoln Center di New York. Sulle scene londinesi ha diretto anche Tre sorelle di Anton Čechov al Young Vic nel 2012 e La gatta sul tetto che scotta di Tennessee Williams all'Apollo Theatre nel 2016 con Sienna Miller.
In campo operistico, Andrews ha diretto La bohème al London Coliseum nel 2015 e, successivamente, anche Macbeth al Teatro reale danese, Le nozze di Figaro alla Sydney Opera House e L'angelo di fuoco al Komische Oper Berlin. Attivo anche come drammaturgo, ha Andrews ha scritto degli allestimenti di diversi classici del teatro (tra cui Il gabbiano e La vita è sogno), ma anche opere teatrali originali, tra cui Every Breath (2012) e Gloria (2016). Nel 2014 ha inoltre pubblicato un volume di poesie, Lens Flare. Nel corso della sua carriera ha diretto anche due film per il grande schermo, Una (2014) e Seberg - Nel mirino (2018).

## Filmografia

### Cinema
- Una (2016)
- Seberg - Nel mirino (2018)